# RABe 520
Les RABe 520 sont des automotrices des Chemins de fer fédéraux suisses de type Stadler GTW. Elles ne sont en service qu'en Suisse Alémanique sur la ligne du Seetal depuis 2002.